# (9716) Severina
(9716) Severina est un astéroïde de la ceinture principale.

## Description
(9716) Severina est un astéroïde de la ceinture principale. Il fut découvert le 27 octobre 1975 à Zimmerwald par Paul Wild. Il présente une orbite caractérisée par un demi-grand axe de 2,43 UA, une excentricité de 0,21 et une inclinaison de 2,3° par rapport à l'écliptique.

## Compléments